# Nuevo Rico
Nuevo Rico é um país fictício da América do Sul, criado por Hergé especialmente para as histórias de Tintim, na série de banda desenhada franco-belga As aventuras de Tintim. Nuevo Rico é amplamente coberta por floresta (provavelmente a Floresta Amazônica) e atravessado pelo Rio Badurayal.
Possui forte rivalidade com San Theodoros, com quem esteve em guerra.

## A Bandeira
A bandeira representa três estrelas vermelhas de cinco pontas, dispostas num triângulo apontado para cima, em fundo preto. O seu nome foi provavelmente inspirado no do Porto Rico, Nuevo Rico, significa literalmente "novo rico", que lembra a situação do Paraguai, vencedor em 1935 da Guerra do Chaco.

## Localização
Determinar a localização exata do país é difícil, dadas as evidências conflitantes e as referências feitas nos livros de Hergé. Parece ser localizado em qualquer parte da América Central e/ou da América do Sul. No entanto, no início da primeira parte do episódio "A Orelha Quebrada" da série de tevê (que foi feita em 1991, após a morte de Hergé), um mapa pendurado no Museu de Etnografia em Bruxelas mostrando a localização dos Arumbayas retrata Nuevo-Rico como sendo localizado aproximadamente na fronteira entre os estados de Amazonas e Roraima.

## Sanfacion
Sanfacion é a capital do Nuevo Rico. A cidade é mencionada no álbum A Orelha Quebrada. Pouco se sabe sobre Sanfacion, excepto que possui um aeroporto, e o palácio do presidente, o General Mogador. O nome "Sanfacion" deriva do francês "De maneira nenhuma".